# Paweł Kaczyński
Paweł Kaczyński – polski literaturoznawca, dr hab. nauk humanistycznych, profesor uczelni i dyrektor Instytutu Filologii Polskiej Wydziału Filologicznego Uniwersytetu Wrocławskiego.

## Życiorys
8 grudnia 1998 obronił pracę doktorską Proza Tomasza Kajetana Węgierskiego. Studia i przekroje, 29 czerwca 2010 habilitował się na podstawie pracy zatytułowanej Rodzina w literaturze stanisławowskiej. Motywy - konwencje - poglądy. Jest zatrudniony na stanowisku profesora uczelni i dyrektora w Instytucie Filologii Polskiej na Wydziale Filologicznym Uniwersytetu Wrocławskiego.
Był sekretarzem Towarzystwa Przyjaciół Polonistyki Wrocławskiej.